# District de Shahjahanpur
Le district de Shahjahanpur (hindi : शाहजहाँपुर जिला) est un district de la division de Bareli dans l'État de l'Uttar Pradesh en Inde.

## Description
Son centre administratif est la ville de Shahjahanpur. 
La superficie du district est de 4 388 km2 et la population était en 2011 de 3 006 538 habitants.
Le taux d'alphabétisation est de 67,91%.
Le taux d'alphabétisation est de  61,61%.